# Emanuel Mammana
Emanuel Hernán Mammana (Merlo, Buenos Aires, 10 de febrero de 1996) es un futbolista argentino que juega como defensor y su equipo actual es el Club Atlético Vélez Sarsfield de la Primera División de Argentina.

## Trayectoria

### River Plate
Llegó en 2004 al Club Atlético River Plate con 8 años, donde disputó en las categorías inferiores 73 partidos y marcó tres goles.
Finalmente, realizó su primera pretemporada a principios de 2014 para afrontar el Torneo Final de dicho año.
Su debut no oficial se produjo el 11 de enero de 2014 contra Estudiantes de La Plata, partido realizado en el Estadio José María Minella de la ciudad de Mar del Plata correspondiente a la Copa de Oro y que terminaría 1-1, donde fue elegido como el jugador destacado del mismo.
Su debut oficial se produjo el 9 de octubre de aquel año en el Estadio San Juan del Bicentenario contra el Club Atlético Rosario Central por los cuartos de final de la Copa Argentina, partido que terminó en empate 0 a 0 y con posterior definición por penales (4-5) a favor del equipo rosarino.
Fue titular durante el primer partido de la final de la Copa Sudamericana 2014, en la que River terminaría consagrándose campeón.
Su primer gol oficial con la banda roja fue el 13 de marzo del 2016 en la derrota 4 a 1 contra Colón de Santa Fe por la séptima fecha del Campeonato de Primera División 2016.

### Olympique de Lyon
En julio de 2016 se confirma su llegada al Olympique de Lyon de Francia por 7,5 millones de euros, como reemplazo de Samuel Umtiti que fue traspasado al Barcelona. Fue presentado con el número 4 y jugaba en la defensa al lado del brasileño Rafael da Silva.

### Zenit
En julio de 2017 fue traspasado al Zenit de San Petersburgo de Rusia por 16 millones de euros. Llegó con la camada de argentinos que estuvieron en Zenit junto con Sebastián Driussi, Leandro Paredes, Matías Kranevitter y Emiliano Rigoni. En el conjunto ruso disputó 41 partidos.

### PFC Sochi
Debido a sus lesiones perdió su lugar en el Zenitchiki y en agosto del 2020 fue cedido al PFC Sochi, en condición de préstamo. Allí disputaría 24 partidos.

### Regreso a River Plate
En enero de 2022, regresó a River luego de rescindir su contrato con el Zenit. Este es su segundo su ciclo en el Millonario. En la temporada 2023 se coronó campeón del campeonato de Primera División y el Trofeo de Campeones. A fines de diciembre de ese año, Mammana anunció su salida de River Plate tras no recibir una oferta de renovación.

### Vélez Sarsfield
En enero de 2024 llegó con el pase en su poder a Vélez.

## Selecciones nacionales

### Selección de Argentina sub-15
Sudamericano Sub-15 
En 2011 formó parte de la selección argentina sub-15 dirigida por Miguel Ángel Lemme, disputando el Campeonato Sudamericano Sub-15 de 2011 en Uruguay, logrando el tercer puesto.
En el debut, Argentina le ganaría 3 a 2 a Chile. Jonathan Cañete abriría el partido a los 6 minutos, Marcelo Storm aumentaría la ventaja 4 minutos después, descontaría Kevin Medel a los 32 y empataría el encuentro Hardy Cavero a los 19 del complemento. El 3 a 2 final llegaría a través del gol en propia puerta, a los 31 del segundo tiempo, de Sebastián Vegas.
En su segundo compromiso en el Sudamericano, la albiceleste le ganó a Venezuela 2-0 con goles de Sebastián Driussi y Germán Ferreyra.
En el tercer partido de la fase de grupos, encuentro bastante cerrado y con pocas ocasiones de gol, el conjunto argentino estuvo más cerca del triunfo, pero terminó conformándose con un empate a cero goles ante Ecuador, aunque le da la clasificación a la fase final del torneo con 7 puntos.
El 25 de noviembre se enfrentarían Argentina y Uruguay en la última fecha de la fase de grupos. Los dos equipos rioplatenses estaban igualmente clasificados para la fase final. Los celestes lograron sentenciar rápido el partido ya que a los 20´ iban ganando 2-0. Primero fue Marcio Benítez a los 9 minutos el que aprovechó un despeje fallido del arquero Ignacio Chicco tras centro de Kevin Méndez para empujarla al gol. Posteriormente, y luego de un robo de balón de Francis D'Albenas, Maximiliano Buffa a los 20 duplicó con un remate desde afuera del área que contó, una vez más, con la complicidad del guardameta albiceleste. Argentina insinuó una tímida reacción de la mano de su número 10, Suárez, pero no pasó a mayores, ya que la zaga celeste se mostró siempre sólida. A los 55´ gracias a un cabezazo de Méndez logró el tercero y finalmente a los 67, D´Albenas marcó ese gol que se le había negado minutos antes con una exquisita definición por sobre el cuerpo de Chicco.
En el primer partido de la fase final, la selección de Brasil goleó por 4-2 a la de Argentina. El conjunto brasileño, invictos del torneo, ratificó que está dentro de los favoritos para pelear por el título del campeonato. Los de la verde-amarela fueron obra de Robert a los 57 minutos, el goleador Mosquito en dos ocasiones (64 y 73) y Caio cuando se jugaba tiempo de reposición (90+2). Para Argentina anotaron Cañete a los 62 y Driussi cuando transcurrían los 78 minutos de juego.
En su segundo partido en la fase final del torneo sudamericano, la selección argentina se mediría frente a Uruguay y lo vencería 1-0 con gol de Marcelo Storm.
En el último partido del certamen, Argentina caería derrotado frente a Colombia por 3 a 2 en un partido emocionante. Con goles de Jhon Fredy Miranda, Jefferson Gómez y Joao Leandro Rodríguez para los cafeteros, superó a los argentinos que finalizaron en la tercera posición con tres puntos. Los goles de la albiceleste los marcarían Iván Leszczuk y Facundo Castro.
| \| N.º \| Fecha \| Estadio \| Local \| Resultado \| Visitante \| Goles \| Asist. \| Competición \| \| ----- \| ---------- \| ------------------------------------------------------- \| --------- \| --------- \| --------- \| ----- \| ------ \| ------------------- \| \| 1 \| 19-11-2011 \| Estadio Municipal Parque Liebig's, Fray Bentos, Uruguay \| Argentina \| 3-2 \| Chile \| \| \| Sudamericano Sub-15 \| \| 2 \| 21-11-2011 \| Estadio Municipal Parque Liebig's, Fray Bentos, Uruguay \| Argentina \| 2-0 \| Venezuela \| \| \| Sudamericano Sub-15 \| \| 3 \| 23-11-2011 \| Estadio Municipal Parque Liebig's, Fray Bentos, Uruguay \| Argentina \| 0-0 \| Ecuador \| \| \| Sudamericano Sub-15 \| \| 4 \| 25-11-2011 \| Estadio Municipal Parque Liebig's, Fray Bentos, Uruguay \| Uruguay \| 4-0 \| Argentina \| \| \| Sudamericano Sub-15 \| \| 5 \| 28-11-2011 \| Estadio Juan Antonio Lavalleja, Trinidad, Uruguay \| Brasil \| 4-2 \| Argentina \| \| \| Sudamericano Sub-15 \| \| 6 \| 01-12-2011 \| Estadio Juan Antonio Lavalleja, Trinidad, Uruguay \| Uruguay \| 0-1 \| Argentina \| \| \| Sudamericano Sub-15 \| \| 7 \| 04-12-2011 \| Estadio Juan Antonio Lavalleja, Trinidad, Uruguay \| Argentina \| 2-3 \| Colombia \| \| \| Sudamericano Sub-15 \| \| Total \| \| Presencias \| 7 \| \| Goles \| 0 \| 0 \| \| |            |                                                         |           |           |           |       |        |                     |
| N.º | Fecha      | Estadio                                                 | Local     | Resultado | Visitante | Goles | Asist. | Competición         |
| 1 | 19-11-2011 | Estadio Municipal Parque Liebig's, Fray Bentos, Uruguay | Argentina | 3-2       | Chile     |       |        | Sudamericano Sub-15 |
| 2 | 21-11-2011 | Estadio Municipal Parque Liebig's, Fray Bentos, Uruguay | Argentina | 2-0       | Venezuela |       |        | Sudamericano Sub-15 |
| 3 | 23-11-2011 | Estadio Municipal Parque Liebig's, Fray Bentos, Uruguay | Argentina | 0-0       | Ecuador   |       |        | Sudamericano Sub-15 |
| 4 | 25-11-2011 | Estadio Municipal Parque Liebig's, Fray Bentos, Uruguay | Uruguay   | 4-0       | Argentina |       |        | Sudamericano Sub-15 |
| 5 | 28-11-2011 | Estadio Juan Antonio Lavalleja, Trinidad, Uruguay       | Brasil    | 4-2       | Argentina |       |        | Sudamericano Sub-15 |
| 6 | 01-12-2011 | Estadio Juan Antonio Lavalleja, Trinidad, Uruguay       | Uruguay   | 0-1       | Argentina |       |        | Sudamericano Sub-15 |
| 7 | 04-12-2011 | Estadio Juan Antonio Lavalleja, Trinidad, Uruguay       | Argentina | 2-3       | Colombia  |       |        | Sudamericano Sub-15 |
| Total |            | Presencias                                              | 7         |           | Goles     | 0     | 0      |                     |

No incluye partidos amistosos.
 Torneos jugados 

| Torneo                   | Sede    | Resultado    | Partidos | Goles |
| ------------------------ | ------- | ------------ | -------- | ----- |
| Sudamericano Sub-15 2011 | Uruguay | Tercer lugar | 7        | 0     |

### Selección de Argentina sub-17
Sudamericano Sub-17 
El director técnico del seleccionado argentino, Humberto Grondona, designó el plantel de 23 futbolistas que integran la lista para el Sudamericano Sub-17 a realizarse en Argentina y que se jugará a partir del 2 al 28 de abril en las sedes de Mendoza y San Luis; en esa lista se encontraba Emanuel Mammana.
El 24 de abril, en la antepenúltima fecha del hexagonal final, la selección venció 3-1 a Paraguay y así consiguió la tan ansiada clasificación al próximo mundial de la categoría, en Emiratos Árabes Unidos, que en la previa ya la habían logrado los combinados de Venezuela y Brasil.
El 28 de abril, tras igualar 2 a 2 con Venezuela en la última fecha del hexagonal final, se consagraría campeón del Sudamericano Sub-17 con la selección argentina por diferencia de goles sobre su rival y Brasil, en un torneo que clasificó a estos tres equipos y a Uruguay al Mundial de los Emiratos Árabes Unidos. Leonardo Suárez marcó los dos tantos del equipo albiceleste en el partido con el que se clausuró el torneo, mientras que, Andrés Ponce y Ronaldo Peña los del equipo que dirige Rafael Dudamel.
 Copa Mundial Sub-17 
Fue incluido en la convocatoria para disputar la Copa Mundial Sub-17 por el entrenador Humberto Grondona. El certamen se llevó a cabo desde el 17 de octubre al 8 de noviembre de 2013.
El equipo argentino en su debut había empatado con Irán 1-1. Hashemi abrió el marcador para Irán en el inicio del partido, sin embargo el delantero juvenil de las inferiores de River, Sebastián Driussi, igualó el marcador. En el segundo tiempo la selección argentina tuvo varias situaciones para dar vuelta el marcador, sin embargo falló a la hora de definir, incluso el travesaño le impidió marcar.
En el segundo partido venció a Austria 3-2. El encuentro comenzó complicado para Argentina por el gol de Nikola Zivotich, pero en el final del primer tiempo y en el comienzo del complemento, los albicelestes dieron vuelta el marcador con tantos de Ibáñez y Ferreyra. A once minutos del final, el ingresado Tobías Pellegrini igualó para Austria para dejar suspenso hasta el final. Argentina consiguió el desahogo a los 44 gracias a un gol de Leonardo Suárez, quien definió ante el arquero Alexander Schlager.
En el último partido de la fase de grupos le ganaría a Canadá por 3-0. Con dos goles psicológicos al final e inicio de cada tiempo, el conjunto albiceleste se llevó su segundo triunfo en tierra emiratí gracias a un zurdazo potente de Joaquín Ibáñez y un cabezazo del volante Matías Sánchez, quien firmó un doblete, que sentenció la eliminación de los canadienses. Sin brillo pero con contundencia, Argentina quedó primero de la zona con siete puntos, en una progresión que va de menor a mayor y lo agranda de cara al cruce de octavos.
En los octavos de final se impuso por 3-1 a Túnez, logrando su tercer triunfo en el campeonato, con tantos de los volantes Germán Ferreyra y Joaquín Ibáñez - de taco-, y el restante del goleador Sebastián Driussi, quien se destapó en su mejor actuación en tierra emiratí. Los tunecinos habían empatado por medio del centrodelantero Hazem Haj Hassen, cuando el partido era equilibrado.
El 2 de noviembre de 2013, vencería a Costa de Marfil 2-1 por los cuartos de final. Los goles del elenco dirigido por Humberto Grondona fueron convertidos por Joaquín Ibáñez a los 5 minutos del primer tiempo y Rodrigo Moreira a los 33 de la misma etapa, mientras que Franck Kessie descontó a los 32 del parcial complementario de este cotejo jugado en Sharjah, Emiratos Árabes. Se clasificó por quinta vez a las semifinales del Mundial de la categoría, en el que tiene como mejor actuación tres terceros puestos y cuyo título es el único que falta en las vitrinas de la AFA.
Llegaría a las semifinales y se enfrentaría a México, donde fue ampliamente superado por los aztecas que se impusieron por 3-0. Argentina, que venía invicta en el torneo, desde temprano desperdició chances, como a los 4 minutos Sebastián Driussi desaprovechó un penal. Iván Ochoa marcó para los mexicanos a los 8 y 21 minutos y a los 30 fue expulsado el argentino Joaquín Ibáñez. Argentina intentó acortar ventajas en el segundo período pero en una contra, Marco Granados, anotó el tercero y al minuto de tiempo adicionado fue expulsado el arquero argentino, Augusto Batalla.
Luego en el partido por el tercer lugar caería frente a Suecia por 4-1. El combinado albiceleste de Humberto Grondona de entrada se mostró golpeado por la caída en semifinales y los suecos lo aprovecharon para liquidar el encuentro con un hat-trick de su artillero Valmir Berisha y un golazo de volea del atacante Carlos Strandberg. El volante argentino Lucio Compagnucci descontó sobre el final del primer tiempo. Argentina terminó en el cuarto puesto, como en 2001.
| \| N.º \| Fecha \| Estadio \| Local \| Resultado \| Visitante \| Goles \| Asist. \| Competición \| \| ----- \| ---------- \| ---------------------------------------------------- \| --------- \| --------- \| --------------- \| ----- \| ------ \| ------------------- \| \| 1 \| 02-04-2013 \| Juan Gilberto Funes, San Luis, Argentina \| Argentina \| 0-2 \| Ecuador \| \| \| Sudamericano Sub-17 \| \| 2 \| 04-04-2013 \| Juan Gilberto Funes, San Luis, Argentina \| Argentina \| 1-3 \| Paraguay \| \| \| Sudamericano Sub-17 \| \| 3 \| 06-04-2013 \| Juan Gilberto Funes, San Luis, Argentina \| Argentina \| 3-0 \| Venezuela \| \| \| Sudamericano Sub-17 \| \| 4 \| 10-04-2013 \| Juan Gilberto Funes, San Luis, Argentina \| Argentina \| 3-2 \| Colombia \| \| \| Sudamericano Sub-17 \| \| 5 \| 14-04-2013 \| Juan Gilberto Funes, San Luis, Argentina \| Argentina \| 2-0 \| Perú \| \| \| Sudamericano Sub-17 \| \| 6 \| 17-04-2013 \| Juan Gilberto Funes, San Luis, Argentina \| Argentina \| 3-3 \| Uruguay \| \| \| Sudamericano Sub-17 \| \| 7 \| 21-04-2013 \| Juan Gilberto Funes, San Luis, Argentina \| Brasil \| 0-0 \| Argentina \| \| \| Sudamericano Sub-17 \| \| 8 \| 24-04-2013 \| Juan Gilberto Funes, San Luis, Argentina \| Paraguay \| 1-3 \| Argentina \| \| \| Sudamericano Sub-17 \| \| 9 \| 28-04-2013 \| Juan Gilberto Funes, San Luis, Argentina \| Argentina \| 2-2 \| Venezuela \| \| \| Sudamericano Sub-17 \| \| 10 \| 19-10-2013 \| Estadio Al-Rashid, Dubái, Emiratos Árabes Unidos \| Irán \| 1-1 \| Argentina \| \| \| Copa Mundial Sub-17 \| \| 11 \| 22-10-2013 \| Estadio Al-Rashid, Dubái, Emiratos Árabes Unidos \| Argentina \| 3-2 \| Austria \| \| \| Copa Mundial Sub-17 \| \| 12 \| 25-10-2013 \| Estadio Al-Rashid, Dubái, Emiratos Árabes Unidos \| Argentina \| 3-0 \| Canadá \| \| \| Copa Mundial Sub-17 \| \| 13 \| 29-10-2013 \| Estadio Al-Rashid, Dubái, Emiratos Árabes Unidos \| Argentina \| 3-1 \| Túnez \| \| \| Copa Mundial Sub-17 \| \| 14 \| 02-11-2013 \| Estadio Al-Sharjah, Dubái, Emiratos Árabes Unidos \| Argentina \| 2-1 \| Costa de Marfil \| \| \| Copa Mundial Sub-17 \| \| 15 \| 05-11-2013 \| Mohammed bin Zayed, Abu Dabi, Emiratos Árabes Unidos \| Argentina \| 0-3 \| México \| \| \| Copa Mundial Sub-17 \| \| 16 \| 08-11-2013 \| Mohammed bin Zayed, Abu Dabi, Emiratos Árabes Unidos \| Suecia \| 4-1 \| Argentina \| \| \| Copa Mundial Sub-17 \| \| Total \| \| Presencias \| 16 \| \| Goles \| 0 \| 0 \| \| |            |                                                      |           |           |                 |       |        |                     |
| N.º | Fecha      | Estadio                                              | Local     | Resultado | Visitante       | Goles | Asist. | Competición         |
| 1 | 02-04-2013 | Juan Gilberto Funes, San Luis, Argentina             | Argentina | 0-2       | Ecuador         |       |        | Sudamericano Sub-17 |
| 2 | 04-04-2013 | Juan Gilberto Funes, San Luis, Argentina             | Argentina | 1-3       | Paraguay        |       |        | Sudamericano Sub-17 |
| 3 | 06-04-2013 | Juan Gilberto Funes, San Luis, Argentina             | Argentina | 3-0       | Venezuela       |       |        | Sudamericano Sub-17 |
| 4 | 10-04-2013 | Juan Gilberto Funes, San Luis, Argentina             | Argentina | 3-2       | Colombia        |       |        | Sudamericano Sub-17 |
| 5 | 14-04-2013 | Juan Gilberto Funes, San Luis, Argentina             | Argentina | 2-0       | Perú            |       |        | Sudamericano Sub-17 |
| 6 | 17-04-2013 | Juan Gilberto Funes, San Luis, Argentina             | Argentina | 3-3       | Uruguay         |       |        | Sudamericano Sub-17 |
| 7 | 21-04-2013 | Juan Gilberto Funes, San Luis, Argentina             | Brasil    | 0-0       | Argentina       |       |        | Sudamericano Sub-17 |
| 8 | 24-04-2013 | Juan Gilberto Funes, San Luis, Argentina             | Paraguay  | 1-3       | Argentina       |       |        | Sudamericano Sub-17 |
| 9 | 28-04-2013 | Juan Gilberto Funes, San Luis, Argentina             | Argentina | 2-2       | Venezuela       |       |        | Sudamericano Sub-17 |
| 10 | 19-10-2013 | Estadio Al-Rashid, Dubái, Emiratos Árabes Unidos     | Irán      | 1-1       | Argentina       |       |        | Copa Mundial Sub-17 |
| 11 | 22-10-2013 | Estadio Al-Rashid, Dubái, Emiratos Árabes Unidos     | Argentina | 3-2       | Austria         |       |        | Copa Mundial Sub-17 |
| 12 | 25-10-2013 | Estadio Al-Rashid, Dubái, Emiratos Árabes Unidos     | Argentina | 3-0       | Canadá          |       |        | Copa Mundial Sub-17 |
| 13 | 29-10-2013 | Estadio Al-Rashid, Dubái, Emiratos Árabes Unidos     | Argentina | 3-1       | Túnez           |       |        | Copa Mundial Sub-17 |
| 14 | 02-11-2013 | Estadio Al-Sharjah, Dubái, Emiratos Árabes Unidos    | Argentina | 2-1       | Costa de Marfil |       |        | Copa Mundial Sub-17 |
| 15 | 05-11-2013 | Mohammed bin Zayed, Abu Dabi, Emiratos Árabes Unidos | Argentina | 0-3       | México          |       |        | Copa Mundial Sub-17 |
| 16 | 08-11-2013 | Mohammed bin Zayed, Abu Dabi, Emiratos Árabes Unidos | Suecia    | 4-1       | Argentina       |       |        | Copa Mundial Sub-17 |
| Total |            | Presencias                                           | 16        |           | Goles           | 0     | 0      |                     |

No incluye partidos amistosos.
| Torneo                   | Sede      | Resultado     | Partidos | Goles |
| ------------------------ | --------- | ------------- | -------- | ----- |
| Sudamericano Sub-17 2013 | Argentina | Campeón       | 9        | 0     |
| Copa Mundial Sub-17 2013 | EAU       | Cuarto puesto | 7        | 0     |

### Selección de Argentina sub-20
Sudamericano Sub-20 
El 6 de enero de 2015, Humberto Grondona, director técnico del seleccionado argentino sub-20, entregó una lista con los 32 futbolistas en la cual Emanuel Mammana que ya había sido convocado por Grondona en la sub-17. El 10 de enero a muy poco del comienzo del Sudamericano Sub-20 Humberto Grondona dio la lista de 23 convocados que Mammana se encontraba y de los 7 futbolistas de River Plate que se encontraban en la primera lista, 6 quedaron en la lista final que viajaron a Uruguay.
El 14 de enero, la selección Argentina sub-20 tendría su debut en el Sudamericano Sub-20 contra la selección de Ecuador sub-20 en lo que fue una gran goleada 5-2 a favor de la albiceleste. Los goles los marcaron Correa a los 20 minutos, Martínez a los 32, Monteseirín 9 minutos después y Giovanni Simeone en dos ocasiones El 16 de enero en la segunda fecha del torneo para ratificar su gran nivel en el primer partido, la selección argentina sub-20 tendría un duro golpe al perder 0-1 contra la selección de Paraguay sub-20 que se colocaba por el momento como puntero de grupo.
El 18 de enero, tras el duro golpe de la derrota pasada la selección argentina sub-20, derrotó con amplitud a su par de selección de Perú sub-20, por 6-2.
El 26 de enero, arrancaría el hexagonal final del Sudamericano Sub-20 que tendría en su primera fecha que enfrentar a la selección de Perú sub-20, rival que en la primera fase del torneo había goleado. En este partido también obtendría la victoria pero tan solo 2-0 con goles de Giovanni Simeone y de Ángel Correa, que cuando el partido estaba en su momento más difícil vio al arquero adelantado y saco un remate con la derecha que paso por encima del arquero que se metió en el arco.
El 1 de febrero se jugó el superclásico de las Américas con el eterno rival de Argentina, Brasil. Transcurridos 86 minutos y cuando el partido pintaba para empate 0-0, Angelito Correa tomó la pelota en el círculo central, mandó un pase bochinesco de cachetada y asistió a Maximiliano Rolón que anotó el primer gol. Contreras en el último minuto marcaría de cabeza para redondear la agónica victoria 2-0 a Brasil.
El 4 de febrero, Argentina jugó contra el rival que lo venciera 1-0 en fase de grupos, selección de Paraguay sub-20. Con ánimos revanchistas, selección argentina sub-20 salió a ser protagonista desde el comienzo, y fue a los 17 minutos que Tomás Martínez, desde el círculo central le mandó un pase a Angelito Correa, que estaba adelante y ligeramente a la derecha. Con su zurda fantasiosa, Angelito realizó un delicioso dribbling en que gambeteó a 3 paraguayos, y acto seguido remató al arco. El arquero paraguayo Tomás Coronel tapó el disparo, pero dio rebote y ahí estaba el optimista del gol Gio, para abrir el marcador. Argentina terminó goleando 3-0.
El 7 de febrero de 2015, se jugó la última fecha del hexagonal contra el local y organizador del torneo, Uruguay, en la práctica era una final ya que previo a disputarse esta fecha la Selección Argentina Sub-20 era puntera y Uruguay era escolta, Uruguay debía ganar sí o sí para salir campeón, cualquier otro resultado le daba el campeonato a Argentina. Uruguay salió a atropellar al rival, usando a su favor su condición de local con 60 000 hinchas uruguayos que reventaban las tribunas del estadio Centenario, y efectuando una fuerte presión, se puso arriba del marcador ni bien arrancó el partido con un gol a los 7 minutos de Gastón Pereiro. Sin embargo, Argentina se reorganizó y comenzó a apoderarse de la lucha del mediocampo, comenzó a tener más iniciativa y recibió su premio cuando a los 35 minutos empató. Pero fue a los 81 minutos Angelito Correa, quien tras haber estado prácticamente todo el partido realizando dribblings por derecha, gambeteó una vez más y se sacó a 2 uruguayos de encima, definió por abajo del arquero uruguayo Gastón Guruceaga, y de esta forma Argentina dio vuelta el marcador y sentenció el 2-1 silenciando a los 60 000 uruguayos y con desazón cómo Argentina se coronaba campeona del Sudamericano Sub-20.
 Copa Mundial Sub-20 
El 6 de marzo de 2015, el entrenador del seleccionado Sub-20, Humberto Grondona, lo incluyó en la preselección de cara a la Copa Mundial Sub-20 que se llevará a cabo en Nueva Zelanda. Los entrenamientos y amistosos comenzarían a fines de marzo y seguirían todo abril, hasta que la lista final de jugadores que viajarán al mundial sea anunciada los primeros días de mayo.
El 13 de mayo de 2015, Humberto Grondona, confirmó la lista de 21 futbolistas que representarán a la selección sub-20 en el Mundial de Nueva Zelanda en la cual se encontraba Emanuel Mammana.
El plantel viajaría el lunes 18 de mayo hacia Tahití, donde disputaría dos amistosos ante la selección local, y el 25 de mayo llegaría a 
Wellington para debutar el 30 de mayo ante Panamá.
| \| N.º \| Fecha \| Estadio \| Local \| Resultado \| Visitante \| Goles \| Asist. \| \| \| ----- \| ---------- \| ------------------------------------------ \| --------- \| --------- \| --------- \| ----- \| ------ \| ------------------- \| \| 1 \| 14-01-2015 \| Profesor Alberto Suppici, Colonia, Uruguay \| Argentina \| 5-2 \| Ecuador \| \| \| Sudamericano Sub-20 \| \| 2 \| 16-01-2015 \| Profesor Alberto Suppici, Colonia, Uruguay \| Argentina \| 0-1 \| Paraguay \| \| \| Sudamericano Sub-20 \| \| 3 \| 18-01-2015 \| Profesor Alberto Suppici, Colonia, Uruguay \| Argentina \| 6-2 \| Perú \| \| \| Sudamericano Sub-20 \| \| 4 \| 26-01-2015 \| Centenario, Montevideo, Uruguay \| Argentina \| 2-0 \| Perú \| \| \| Sudamericano Sub-20 \| \| 5 \| 29-01-2015 \| Gran Parque Central, Montevideo, Uruguay \| Argentina \| 1-1 \| Colombia \| \| \| Sudamericano Sub-20 \| \| 6 \| 01-02-2015 \| Gran Parque Central, Montevideo, Uruguay \| Argentina \| 2-0 \| Brasil \| \| \| Sudamericano Sub-20 \| \| 7 \| 04-02-2015 \| Centenario, Montevideo, Uruguay \| Argentina \| 3-0 \| Paraguay \| \| \| Sudamericano Sub-20 \| \| 8 \| 07-02-2015 \| Centenario, Montevideo, Uruguay \| Uruguay \| 1-2 \| Argentina \| \| \| Sudamericano Sub-20 \| \| 9 \| 02-06-2015 \| Westpac Stadium, Wellington, Nueva Zelanda \| Argentina \| 2-3 \| Ghana \| \| \| Copa Mundial Sub-20 \| \| 10 \| 05-06-2015 \| Westpac Stadium, Wellington, Nueva Zelanda \| Austria \| 0-0 \| Argentina \| \| \| Copa Mundial Sub-20 \| \| Total \| \| Presencias \| 10 \| \| Goles \| 0 \| 0 \| \| |            |                                            |           |           |           |       |        |                     |
| N.º | Fecha      | Estadio                                    | Local     | Resultado | Visitante | Goles | Asist. |                     |
| 1 | 14-01-2015 | Profesor Alberto Suppici, Colonia, Uruguay | Argentina | 5-2       | Ecuador   |       |        | Sudamericano Sub-20 |
| 2 | 16-01-2015 | Profesor Alberto Suppici, Colonia, Uruguay | Argentina | 0-1       | Paraguay  |       |        | Sudamericano Sub-20 |
| 3 | 18-01-2015 | Profesor Alberto Suppici, Colonia, Uruguay | Argentina | 6-2       | Perú      |       |        | Sudamericano Sub-20 |
| 4 | 26-01-2015 | Centenario, Montevideo, Uruguay            | Argentina | 2-0       | Perú      |       |        | Sudamericano Sub-20 |
| 5 | 29-01-2015 | Gran Parque Central, Montevideo, Uruguay   | Argentina | 1-1       | Colombia  |       |        | Sudamericano Sub-20 |
| 6 | 01-02-2015 | Gran Parque Central, Montevideo, Uruguay   | Argentina | 2-0       | Brasil    |       |        | Sudamericano Sub-20 |
| 7 | 04-02-2015 | Centenario, Montevideo, Uruguay            | Argentina | 3-0       | Paraguay  |       |        | Sudamericano Sub-20 |
| 8 | 07-02-2015 | Centenario, Montevideo, Uruguay            | Uruguay   | 1-2       | Argentina |       |        | Sudamericano Sub-20 |
| 9 | 02-06-2015 | Westpac Stadium, Wellington, Nueva Zelanda | Argentina | 2-3       | Ghana     |       |        | Copa Mundial Sub-20 |
| 10 | 05-06-2015 | Westpac Stadium, Wellington, Nueva Zelanda | Austria   | 0-0       | Argentina |       |        | Copa Mundial Sub-20 |
| Total |            | Presencias                                 | 10        |           | Goles     | 0     | 0      |                     |

No incluye partidos amistosos.
 Participaciones con la selección 

| Torneo                   | Sede          | Resultado    | Partidos | Goles |
| ------------------------ | ------------- | ------------ | -------- | ----- |
| Sudamericano Sub-20 2015 | Uruguay       | Campeón      | 8        | 0     |
| Copa Mundial Sub-20 2015 | Nueva Zelanda | Primera fase | 2        | 0     |

### Selección de Argentina
En junio de 2014, fue convocado por Alejandro Sabella para jugar con la selección absoluta en un amistoso previo a la Copa Mundial Brasil 2014 frente a Eslovenia en la ciudad de La Plata, que terminaría 2-0 para su combinado, ingresando a los 30 minutos del segundo tiempo por Javier Mascherano, jugando de marcador lateral derecho.
Es el segundo jugador en la historia de la selección argentina en debutar sin haberlo hecho previamente de manera oficial en su club, hecho que comparte con Javier Mascherano.
| \| N.º \| Fecha \| Estadio \| Local \| Resultado \| Visitante \| Goles \| Asist. \| Competición \| \| ----- \| ---------- \| --------------------------------------------------- \| --------- \| --------- \| --------- \| ----- \| ------ \| ---------------------- \| \| 1 \| 07-06-2014 \| Estadio Ciudad de La Plata, Buenos Aires, Argentina \| Argentina \| 2-0 \| Eslovenia \| \| \| Amistoso internacional \| \| Total \| \| Presencias \| 1 \| \| Goles \| 0 \| 0 \| \| |            |                                                     |           |           |           |       |        |                        |
| N.º | Fecha      | Estadio                                             | Local     | Resultado | Visitante | Goles | Asist. | Competición            |
| 1 | 07-06-2014 | Estadio Ciudad de La Plata, Buenos Aires, Argentina | Argentina | 2-0       | Eslovenia |       |        | Amistoso internacional |
| Total |            | Presencias                                          | 1         |           | Goles     | 0     | 0      |                        |

## Estadísticas

### Clubes
| C. A. River Plate Argentina | 1.ª                 | 2014                | 2   | 0 | 0 | 1  | 0 | 0 | 1  | 0 | 0 | 4   | 0 | 0 |
| C. A. River Plate Argentina | 1.ª                 | 2015                | 14  | 0 | 0 | 0  | 0 | 0 | 5  | 0 | 0 | 19  | 0 | 0 |
| C. A. River Plate Argentina | 1.ª                 | 2016                | 8   | 1 | 0 | 0  | 0 | 0 | 4  | 1 | 0 | 12  | 2 | 0 |
| C. A. River Plate Argentina | 1.ª                 | 2022                | 21  | 2 | 0 | 4  | 0 | 0 | 4  | 0 | 1 | 29  | 2 | 1 |
| C. A. River Plate Argentina | 1.ª                 | 2023                | 7   | 0 | 0 | 3  | 0 | 0 | 2  | 0 | 0 | 12  | 0 | 0 |
| C. A. River Plate Argentina | Total               | Total               | 52  | 3 | 0 | 8  | 0 | 0 | 16 | 1 | 1 | 76  | 4 | 1 |
| Olympique de Lyon Francia | 1.ª                 | 2016-17             | 17  | 1 | 0 | 3  | 0 | 0 | 5  | 0 | 0 | 25  | 1 | 0 |
| Olympique de Lyon Francia | Total               | Total               | 17  | 1 | 0 | 3  | 0 | 0 | 5  | 0 | 0 | 25  | 1 | 0 |
| Zenit de San Petersburgo · Rusia | 1.ª                 | 2017-18             | 16  | 0 | 1 | 0  | 0 | 0 | 10 | 0 | 0 | 26  | 0 | 1 |
| Zenit de San Petersburgo · Rusia | 1.ª                 | 2018-19             | 6   | 0 | 0 | 1  | 0 | 0 | 4  | 0 | 0 | 11  | 0 | 0 |
| Zenit de San Petersburgo · Rusia | 1.ª                 | 2019-20             | 3   | 0 | 0 | 1  | 0 | 0 | 0  | 0 | 0 | 4   | 0 | 0 |
| Zenit de San Petersburgo · Rusia | Total               | Total               | 25  | 0 | 1 | 2  | 0 | 0 | 14 | 0 | 0 | 41  | 0 | 1 |
| P. F. C. Sochi · Rusia | 1.ª                 | 2020-21             | 18  | 0 | 1 | 1  | 0 | 0 | 0  | 0 | 0 | 19  | 0 | 1 |
| P. F. C. Sochi · Rusia | 1.ª                 | 2021-22             | 4   | 0 | 0 | 0  | 0 | 0 | 1  | 0 | 0 | 5   | 0 | 0 |
| P. F. C. Sochi · Rusia | Total               | Total               | 22  | 0 | 1 | 1  | 0 | 0 | 1  | 0 | 0 | 24  | 0 | 1 |
| C. A. Vélez Sarsfield Argentina | 1.ª                 | 2024                | 20  | 0 | 0 | 18 | 1 | 0 | 0  | 0 | 0 | 38  | 1 | 0 |
| C. A. Vélez Sarsfield Argentina | 1.ª                 | 2025                | 11  | 0 | 0 | 2  | 0 | 0 | 5  | 0 | 0 | 18  | 0 | 0 |
| C. A. Vélez Sarsfield Argentina | Total               | Total               | 31  | 0 | 0 | 20 | 1 | 0 | 5  | 0 | 0 | 56  | 1 | 0 |
| Total en su carrera | Total en su carrera | Total en su carrera | 147 | 4 | 2 | 34 | 1 | 0 | 41 | 1 | 1 | 222 | 6 | 3 |
| (1) Las copas nacionales se refiere a la Copa Argentina, Supercopa Argentina, Copa de la Liga Profesional, Trofeo de Campeones y Supercopa Internacional. (2) Las copas internacionales se refiere a la Copa Sudamericana y Copa Libertadores. |                     |                     |     |   |   |    |   |   |    |   |   |     |   |   |

### Selección
- Actualizado hasta el 9 de junio de 2017.

| Selección            | Año                  | Amistosos | Amistosos | Amistosos | Eliminatorias | Eliminatorias | Eliminatorias | Mundial | Mundial | Mundial | Sudamericano | Sudamericano | Sudamericano | Total | Total | Total |
| Selección            | Año                  | PJ        | G         | A         | PJ            | G             | A             | PJ      | G       | A       | PJ           | G            | A            | PJ    | G     | A     |
| -------------------- | -------------------- | --------- | --------- | --------- | ------------- | ------------- | ------------- | ------- | ------- | ------- | ------------ | ------------ | ------------ | ----- | ----- | ----- |
| Sub-15 Argentina     | 2013                 | 0         | 0         | 0         | -             | -             | -             | -       | -       | -       | 7            | 0            | 0            | 7     | 0     | 0     |
| Sub-15 Argentina     | Total                | 0         | 0         | 0         | -             | -             | -             | -       | -       | -       | 7            | 0            | 0            | 7     | 0     | 0     |
| Sub-17 Argentina     | 2013                 | 0         | 0         | 0         | -             | -             | -             | 7       | 0       | 0       | 9            | 0            | 0            | 16    | 0     | 0     |
| Sub-17 Argentina     | Total                | 0         | 0         | 0         | -             | -             | -             | 7       | 0       | 0       | 9            | 0            | 0            | 16    | 0     | 0     |
| Sub-20 Argentina     | 2015                 | 0         | 0         | 0         | -             | -             | -             | 2       | 0       | 0       | 8            | 0            | 0            | 10    | 0     | 0     |
| Sub-20 Argentina     | Total                | 0         | 0         | 0         | -             | -             | -             | 2       | 0       | 0       | 8            | 0            | 0            | 10    | 0     | 0     |
| Absoluta Argentina   | 2014                 | 1         | 0         | 0         | -             | -             | -             | -       | -       | -       | -            | -            | -            | 1     | 0     | 0     |
| Absoluta Argentina   | 2017                 | 2         | 0         | 0         | -             | -             | -             | -       | -       | -       | -            | -            | -            | 2     | 0     | 0     |
| Absoluta Argentina   | Total                | 3         | 0         | 0         | -             | -             | -             | -       | -       | -       | -            | -            | -            | 3     | 0     | 0     |
| Total en selecciones | Total en selecciones | 3         | 0         | 0         | -             | -             | -             | 9       | 0       | 0       | 24           | 0            | 0            | 37    | 0     | 0     |

### Resumen estadístico
| Competición          | Partidos | Goles | Asistencias | Promedio |
| -------------------- | -------- | ----- | ----------- | -------- |
| Liga                 | 84       | 2     | 2           | 0,1      |
| Copas nacionales     | 7        | 0     | 0           | 0        |
| Copa internacionales | 30       | 1     | 0           | 0,1      |
| Selección argentina  | 3        | 0     | 0           | 0        |
| TOTAL                | 124      | 3     | 2           | 0,1      |

## Palmarés

### Campeonatos nacionales
| Título                  | Club                     | País      | Año     |
| ----------------------- | ------------------------ | --------- | ------- |
| Liga Premier            | Zenit de San Petersburgo | Rusia     | 2018-19 |
| Liga Premier            | Zenit de San Petersburgo | Rusia     | 2019-20 |
| Copa de Rusia           | Zenit de San Petersburgo | Rusia     | 2019-20 |
| Supercopa de Rusia      | Zenit de San Petersburgo | Rusia     | 2020    |
| Primera División        | C. A. River Plate        | Argentina | 2023    |
| Primera División        | C. A. Vélez Sarsfield    | Argentina | 2024    |
| Supercopa Internacional | C. A. Vélez Sarsfield    | Argentina | 2024    |

### Campeonatos internacionales
| Título              | Equipo (*)                    | Sede         | Año  |
| ------------------- | ----------------------------- | ------------ | ---- |
| Sudamericano Sub-17 | Selección de Argentina sub-17 | La Punta     | 2013 |
| Copa Sudamericana   | C. A. River Plate             | Buenos Aires | 2014 |
| Sudamericano Sub-20 | Selección de Argentina sub-20 | Montevideo   | 2015 |
| Copa Libertadores   | C. A. River Plate             | Buenos Aires | 2015 |
| Copa Suruga Bank    | C. A. River Plate             | Suita        | 2015 |
| Recopa Sudamericana | C. A. River Plate             | Buenos Aires | 2016 |

(*) Incluyendo la selección.

### Otros logros
- Primera División de Argentina
Subcampeón (2014)
- Supercopa Argentina
Subcampeón (2014)
- Copa Mundial de Clubes de la FIFA
Subcampeón (2015)